# 吕什蒂·雷奇贝尔
吕什蒂·雷奇贝尔（土耳其語：Rüştü Reçber，1973年5月10日—），土耳其足球運動員，司職守門員。羅士圖·列巴曾代表土耳其國家足球隊參加1996年、2000年、2008年的歐洲國家盃、2002年世界盃和2003年洲際國家盃。
他在2002年世界盃出色的表現助土耳其歷史性地獲得世界盃季軍。
他出色的表現得到結果巴塞羅那垂青，由費倫巴治免費加盟巴塞。效力巴塞羅那期間，羅士圖列巴表現十分惡劣。當時域陀·華迪斯因列巴的加盟而成為後備。列巴在巴塞只上陣過4場即回到土耳其費倫巴治。